# Lee Je-hoon
Lee Je-hoon (Seul, 4 luglio 1984) è un attore sudcoreano.

## Biografia
Lee Je-hoon si rese conto di voler fare l'attore mentre frequentava Biotecnologia all'Università della Corea e decise di abbandonarla per la Korea National University of Arts. Dal 2006 al 2010 prese parte a più di diciotto cortometraggi e film indipendenti; apparve anche come comparsa in alcuni film, tra i quali il thriller erotico Bang-ja jeon e la commedia romantica Kim Jong-uk chat-gi nel 2010.
Il suo nome iniziò a essere conosciuto nel 2011, quando ricevette critiche entusiaste per i ruoli interpretati nei film Pasukkun e Gojijeon. Nel 2012 raggiunse la fama nazionale interpretando un timido studente universitario che si tormenta per il suo primo amore nel film di successo Geonchukhakgaeron, mentre serie televisiva Fashion wang lo aiutò a dimostrare la sua versatilità nonostante l'accoglienza tiepida.
Lee si assentò dalle scene per il servizio militare obbligatorio dal 25 ottobre 2012 al 24 luglio 2014, quando servì come membro della squadra antisommossa della polizia metropolitana di Seul. Per il ritorno sullo schermo scelse ila serie storica Bimir-ui mun, nella quale interpretò il principe ereditario Sado, seguita dal film di Jo Sung-hee Tamjeong Hong Gil-dong - Sarajin Ma-eul, una moderna rivisitazione dell'eroe popolare Hong Gil-dong, che lo vede diventare un detective negli anni Novanta.
Nel 2016, entrò nel cast della serie poliziesca-fantastica Signal insieme a Cho Jin-woong e Kim Hye-soo, che si rivelò un successo commerciale e di critica. Fecero seguito nel 2017 la serie Nae-il geudae-wa con Shin Min-a su un viaggiatore nel tempo, il film biografico Park Yeol sull'omonimo anarchico e attivista durante l'occupazione della Corea da parte del Giappone, e la pellicola I Can Speak.

## Filmografia

### Cinema
- Jinsil, Litmus (진실, 리트머스?, Jinsil, RiteumeoseuLR) – cortometraggio (2006)
- Placebo – cortometraggio (2007)
- Kiss Kiss Kiss – cortometraggio (2007)
- Pyeonghwa-ui ttang (평화의 땅?) – cortometraggio (2007)
- Yeonghwacheoreom saranghaedo doena-yo (영화처럼 사랑해도 되나요?) – cortometraggio (2007)
- Bam-eun geudeulman-ui sigan (밤은 그들만의 시간?) – cortometraggio (2007)
- Dambae pi-ugi joh-eun nal (담배 피우기 좋은 날?) – cortometraggio (2008)
- Ah, Man (아, 맨?, A, maenLR) – cortometraggio (2008)
- Sunggohan banghak (숭고한 방학?) – cortometraggio (2008)
- Eon-eosaenghwal (언어생활?) – cortometraggio (2009)
- Gyeo-ur-i onda (겨울이 온다?) – cortometraggio (2009)
- Yaktaljadeul (약탈자들?), regia di Son Yeon-seong – cortometraggio (2009)
- Chingusa-i? (친구사이??), regia di Kim Jho Gwangsoo – cortometraggio (2009)
- Gwi (귀?), regia di AA.VV (2010)
- Molditeu hwansangteukgeup (몰디브 환상특급?) – cortometraggio (2010)
- Na-ui peullaesi sog-euro deur-eo-on gae (나의 플래시 속으로 들어온 개?) – cortometraggio (2010)
- Miss Communication (미쓰 커뮤니케이션?, Misseu Keomyunike-isyonLR) – cortometraggio (2010)
- Bang-ja jeon (방자전?), regia di Kim Dae-woo (2010)
- Influence (인플루언스?, Inpeullu-eonseuLR), regia di Lee Jae-kyoo (2010)
- Kim Jong-wook chatgi (김종욱 찾기?), regia di Jang Yoo-jeong (2010)
- Pasukkun (파수꾼?), regia di Yoon Sung-hyun (2011)
- L'ultima battaglia - The Front Line (고지전?, GojijeonLR), regia di Jang Hoon (2011)
- Geonchukhakgaeron (건축학개론?), regia di Lee Yong-ju (2012)
- Jeomjaeng-ideul (점쟁이들?), regia di Kwon Seong-hwi (2012)
- Bunno-ui yunnihak (분노의 윤리학?), regia di Park Myoung-rang (2013)
- Pavarotti (파파로티?, PaparotiLR), regia di Yoon Jong-chan (2013)
- Tamjeong Hong Gil-dong - Sarajin ma-eum (탐정 홍길동: 사라진 마을?), regia di Jo Sung-hee (2016)
- Park Yeol (박열?, Bak YeolLR), regia di Lee Joon-ik (2017)
- I Can Speak (아이 캔 스피크?, A-i kaen seupikeuLR), regia di Kim Hyun-seok (2017)

### Televisione
- Sejamae (세자매?) – serie TV (2010)
- Fashion wang (패션왕?, Paesyeon wangLR) – serie TV (2012)
- Bimir-ui mun (비밀의 문?) – serie TV (2014)
- Signal (시그널?, SigeuneolLR) – serie TV (2016)
- Nae-il geudae-wa (내일 그대와?) – serie TV (2017)
- Yeo-ugaksibyeol (여우각시별?) - serie TV (2018)
- Mobeom taxi (모범택시?) - serie TV (2021)
- Move to Heaven (무브 투 헤븐?) – serie TV (2021)
- One Dollar Lawyer (천원짜리 변호사?, Cheon-wonjjari byeonhosaLR) – serie TV (2022)
- Big Bet - La grande scommessa (카지노?, KajinoLR) – serie TV (2022-2023)

## Riconoscimenti
| Anno | Premio                                               | Categoria                                                  | Opera nominata                          | Risultato       |
| ---- | ---------------------------------------------------- | ---------------------------------------------------------- | --------------------------------------- | --------------- |
| 2011 | Buil Film Awards                                     | Miglior nuovo attore                                       | Gojijeon                                | Vincitore/trice |
| 2011 | Buil Film Awards                                     | Meglio vestito                                             |                                         | Vincitore/trice |
| 2011 | Grand Bell Awards                                    | Miglior nuovo attore                                       | Pasukkun                                | Vincitore/trice |
| 2011 | Grand Bell Awards                                    | Miglior nuovo attore                                       | Gojijeon                                | Candidato/a     |
| 2011 | Korean Association of Film Critics Awards            | Miglior nuovo attore                                       | Gojijeon                                | Vincitore/trice |
| 2011 | Blue Dragon Film Awards                              | Miglior nuovo attore                                       | Pasukkun                                | Vincitore/trice |
| 2011 | Korean Culture and Entertainment Awards              | Miglior nuovo attore (film)                                | Gojijeon                                | Vincitore/trice |
| 2012 | KOFRA Film Awards (Korea Film Reporters Association) | Miglior nuovo attore                                       | Pasukkun                                | Vincitore/trice |
| 2012 | Asian Film Awards                                    | Miglior attore secondario                                  | Gojijeon                                | Candidato/a     |
| 2012 | Baeksang Arts Awards                                 | Miglior nuovo attore (film)                                | Geonchukhakgaeron                       | Candidato/a     |
| 2012 | Mnet 20's Choice Awards                              | Stella cinematografica maschile 20's                       | Geonchukhakgaeron                       | Vincitore/trice |
| 2012 | Bucheon International Fantastic Film Festival        | Premio Fantasia                                            | Geonchukhakgaeron                       | Vincitore/trice |
| 2014 | Jecheon International Music & Film Festival          | Miglior attore in un film musicale                         | Pavarotti                               | Vincitore/trice |
| 2014 | CGV Arthouse Opening Ceremony                        | Placca per la stella nascente in un film indipendente      | Pasukkun                                | Vincitore/trice |
| 2014 | SBS Drama Awards                                     | Premio alla massima eccellenza, attore in un drama seriale | Bimir-ui mun                            | Vincitore/trice |
| 2014 | SBS Drama Awards                                     | Migliori dieci stelle                                      | Bimir-ui mun                            | Vincitore/trice |
| 2016 | tvN10 Awards                                         | Miglior attore                                             | Signal                                  | Candidato/a     |
| 2016 | tvN10 Awards                                         | Scelta dei direttori di produzione                         | Signal                                  | Vincitore/trice |
| 2016 | Asia Artist Awards                                   | Premio miglior celebrità, attore                           | Signal                                  | Candidato/a     |
| 2016 | Korea Top Star Awards                                | Premio stella popolare                                     | Tamjeong Hong Gil-dong - Sarajin Ma-eul | Vincitore/trice |
| 2016 | KAFA 10th Anniversary Award                          | Premio al merito speciale di un attore                     |                                         | Vincitore/trice |
| 2017 | Buil Film Awards                                     | Miglior attore                                             | Park Yeol                               | Candidato/a     |
| 2017 | Grand Bell Awards                                    | Miglior attore                                             | Park Yeol                               | Candidato/a     |